# .300 Winchester Magnum
A .300 Winchester Magnum (másképpen .300 Win Mag vagy 300WM) (7,62 × 67 mm) alsó öves, szűkített töltény, amelyet a Winchester Repeating Arms Company fejlesztett ki 1963-ban. A .375 H&H Magnum gyengített és rövidített változata, hogy elférjen benne a .30 kaliberű 7,62 mm-es lövedék.
A .300 Winchester egy sokoldalú lőszer, melyet vadászok, sportlövők, katonai egységek, rendfenntartó szervek is használnak. A vadászok nagyon sokoldalúnak találták mind távolságban, mind ballisztikában a 165 graines lövedéktől egészen a 200+ graines. A .300 Win Maga közkedvelt .30 kaliberű Magnum az amerikai vadászok körében.